# Menaces dans la nuit (téléfilm)
 (août 2015).
Si vous disposez d'ouvrages ou d'articles de référence ou si vous connaissez des sites web de qualité traitant du thème abordé ici, merci de compléter l'article en donnant les références utiles à sa vérifiabilité et en les liant à la section « Notes et références ».
Pour plus de détails, voir Fiche technique et Distribution.
Menaces dans la nuit est un téléfilm américain réalisé par Michael Tuchner, sorti en 1995 à la télévision.
La jeune Aimée fête son 18ème anniversaire entourée de sa sœur et de Steve, un associé de son père. Mais la fête est gâchée par le départ précipité de sa sœur qui ne semble pas du tout apprécier la soirée. Puis, une violente dispute éclate entre ses parents. Excédé, son père quitte la maison. Dans la nuit, Aimée est alertée par des cris. Elle découvre sa mère gisant sans vie dans la cuisine. Elle aperçoit une silhouette qui s'enfuit. Terrorisée, elle tombe dans les escaliers et se réveille 18 mois après sans aucun souvenir des événements. Aimée est décidée à tout faire pour comprendre ce qui a bien pu se passer...

## Fiche technique
- Réalisation : Michael Tuchner
- Scénario : Joan Lowery Nixon, April Campbell-Jones
- Montage : David Campling
- Musique : Charles Gross
- Société de distribution : 20th Century Fox
- Pays d'origine : États-Unis
- Genre : Thriller
- Durée : 87 minutes
- Date de sortie : 1995

## Distribution
- Tori Spelling : Amy McAdams
- Michael Gross : Ben McAdams
- John Getz : Steve Murdock
- Reed Diamond : Jeff Baker
- Laura Johnson : Renee McAdams